# Sonata per a piano núm. 22 (Beethoven)
La Sonata per a piano núm. 22, en Fa Major, Op. 54 de Ludwig van Beethoven fou acabada l'any 1804, el mateix any que les sonates núm. 21 (Sonata Waldstein, Op. 53) i la núm. 23 (Sonata Appassionata, Op. 57). La 1a edició va ser publicada amb bureau des arts et industrie a Viena, l'any 1806.
És una obra curiosa per les seves dimensions –és curta– i la seva estructura, ja que no hi ha un moviment d'acord amb els cànons de la forma sonata clàssica. Tovey afirma que tota l'obra desprèn molt bon humor.
Com s'ha esmentat anteriorment, aquesta petita Sonata n. 22, de l'Opus 54, és una de les més curtes compostes per Beethoven. Per aquest motiu, aquesta sonata ha sigut inexplicablement ignorada pels intèrprets de concert, per l'absència d'un moviment i, per tant, l'absència de l'estructura segons els cànons clàssics de la Forma Sonata. No obstant això, a diferència de les altres petites sonates beethovenianes, aquesta té un caràcter específic, del que parlarem a continuació.
Donald Francis Tovey escriu:
... tota l'obra és profundament humorística, amb un humor que recau en el compositor en lloc del personatge infantil retratat per la música. No es coneix cap detall biogràfic sobre si Beethoven va pensar en alguna persona en concret en relació amb aquesta sonata; però el material és molt infantil, i són els que millor la poden entendre, i tenen més possibilitats de gaudir d'una lectura més adequada d'aquesta música; […] "
- Donald Tovey, Notes sobre la junta associada de l'edició de les Royal Schools of Music.

## Estructura
Consta tan sols de dos moviments:
- In tempo d'un minuetto: No es tracta d'un Minuet real, sinó d'un moviment semblant al Rondó amb una estructura (aproximada) "ABABA"; la part "A" es basa en un tema amigable, mentre que la part “B” aporta un fort contrast amb tresets fortes i staccatto

- Allegretto: Aquest moviment, en canvi, utilitza un esquema de formes de sonata simplificat, amb un sol tema.

## Anàlisi del primer moviment
El primer moviment de la sonata conté tres quarts de la tonalitat de base, que és Fa Major. La indicació agogica (o tempo) indicada és “In tempo di Minuetto”. L'estructura formal que hauria de ser la d'un Minuet és realment força lliure i indeterminada. Segons alguns comentaristes, aquesta vegada és més propera a la d'un Rondo, donada la insistència del tema principal.
El tema del Minuet ocupa els 25 primers compassos i està estructurat en quatre frases. El segon i el quart és la repetició del primer i el tercer; a més, les dues segones tenen el doble de durada de les dues primeres. Cada frase conté tres semi-frases: les dues primeres semi-frases són les mateixes, mentre que la tercera amplia el motiu bàsic. Les quatre frases es divideixen de la següent manera:
primera frase: compassos 1 - 5
segona frase: compassos 5 - 9
tercera frase: compassos 9 - 17
quarta frase: compassos 17-25

### Primera part
Compassos 1-25: Primer tema en Fa Major (tònica). El primer tema conté una quantitat d'imitació considerable. La frase, els compassos 1-5, es repeteixen més tard del 5 al 9, del 9 al 17 i del 17 al 25. Acaba amb la tònica, al compàs 25.
Compassos 25-63: Episodi. Aquest episodi té un caràcter canònic; tot es basa en el nou tema, que comença en la tònica, al compàs 25, i s'imita al 26, a la vuitena. Acaba amb la dominant, al compàs 63.
Compassos 63-71: Aquests, formen un passatge que porta a la segona entrada del primer subjecte i després se solapen.
Compassos 70-94: Primer tema en la Tonalitat original. El primer tema varia en la seva reaparició, al compàs 70.

### Segona part
Compassos 94-106: Episodi. Aquest episodi s'assembla al de la primera part, però s'escurça considerablement.

### Tercera part
Compassos 106-137: Primer tema (variat) en la tonalitat original. El primer tema torna a ser variat i també ampliat, acabant amb una cadència, al compàs 137.
Compassos 137-Final: Coda. La Coda fa referència al primer tema i està construïda sobre pedal.

## Anàlisi del segon moviment
Aquest moviment consisteix en una sèrie de repeticions del tema anunciades al baix, als compassos 1-4, i la seqüència (cc. 9-12), intercalada amb episodis breus. S'ajusta estretament a la forma Toccata, ja que és un tema que es repeteix una vegada darrere l'altra en l'estil contrapuntístic. Igualment, s'assembla gairebé més a la forma Sonata que a qualsevol altra.

### Exposició
compassos 1-13: Primer tema en  tònica. El primer tema comença amb un passatge de quatre compassos al baix, repetit als dos compassos posteriors. El baix dels compassos 5-6 es repeteix a l'articulació dels compassos 7-8. Segueix una seqüència, que finalitza en majúscules.
Compassos 13-19: compassos accessoris  ocupen el lloc del segon tema; es funden al compàs 1, començant pel punt pedal al baix.

Compassos 20-21: el compàs 20 condueix a la repetició de l'exposició, el compàs 21 al desenvolupament.

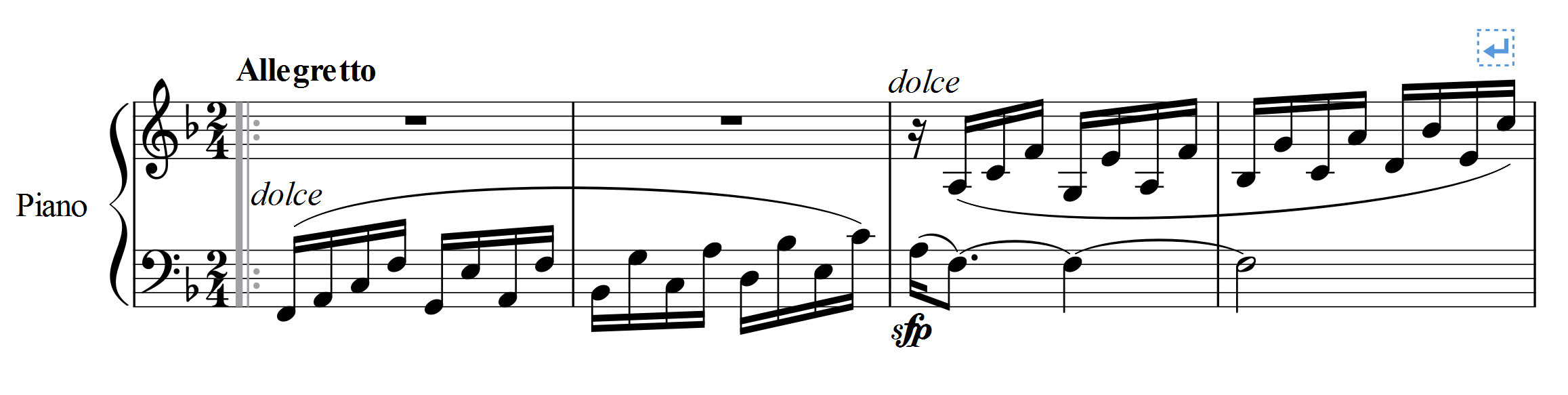
Fragment de l'inici del Segon Moviment de la Sonata per a Piano No. 22 (Beethoven) en Fa Major, Op. 54

### Desenvolupament
Compassos 22-115: El desenvolupament consisteix en repeticions del primer tema en diverses tonalitats connectades per episodis formats (principalment) al primer tema.

### Reexposició
Compassos 116-165: Primer tema en Fa Major  (tònica). El primer tema està en la clau original sobre el punt de tònica com a pedal, que es modifica i s'amplia considerablement.
Compassos 165-Final: Coda. La Coda simplement fa referència al primer tema. Els compassos 165-173 es repeteixen amb dos compassos més afegits: del 173 al 183.

## Gravacions existents de la Sonata
Veurem tots els enregistraments que existeixen de la  Sonata núm. 22 de Ludwig van Beethoven, op.54. Actualment existeixen 7 enregistraments:

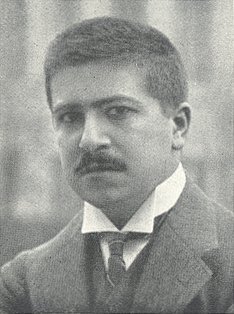
Artur Schnabel

- Wilhelm Backhaus (1969)
- Paul Badura-Skoda (1969)
- Daniel Barenboim (1984)
- Ronald Brautigam (2007)
- Friedrich Gulda (1967)
- Maurizio Pollini (2003)
- Artur Schnabel (1935)